# Ogooué-Lolo
Ogooué-Lolo är en provins i Gabon. Den ligger i den centrala delen av landet, 400 km öster om huvudstaden Libreville. Antalet invånare är 65 771. Arean är 25 380 kvadratkilometer. Ogooué-Lolo gränsar till Haut-Ogooué, Ngounié och Ogooué-Ivindo.
Ogooué-Lolo delas in i:
- Lolo-Bouenguidi
- Lombo-Bouenguidi
- Mulundu
- Offoué-Onoye

Följande städer (communes) finns i Ogooué-Lolo:
- Iboundji
- Koulamoutou
- Lastoursville
- Pana